# Raphiocera ornata
Raphiocera ornata är en tvåvingeart som först beskrevs av Macquart 1846.  Raphiocera ornata ingår i släktet Raphiocera och familjen vapenflugor. Inga underarter finns listade i Catalogue of Life.